# Nádraží Holešovice (metropolitana di Praga)
Nádraží Holešovice è una stazione della linea C della metropolitana di Praga.

## Storia
La stazione, con il nome originale di Fučíkova, è stata attivata il 3 novembre 1984, come parte del prolungamento della linea C tra Sokolovská e questa stazione.

## Strutture e impianti
La stazione è sotterranea ed è dotata di due binari, serviti da una banchina centrale.

## Servizi
La stazione è dotata di ascensori per le persone a mobilità ridotta.
- Biglietteria
- Servizi igienici

## Interscambi
- Fermata autobus (linee 112, 156, 187, 201 e 234)[2]
- Fermata tram (linee 1, 17 e 25)[2]
- Stazione ferroviaria (Praga Holešovice, sulle linee S4, S49, R20 e R44 del servizio ferroviario suburbano di Praga)[2]